# 107 Piscium
107 Piscium (107 Psc / Gliese 68 / HD 10476) es una estrella de la constelación de Piscis de magnitud aparente +5,24. Está situada en la parte noreste de la constelación, al noroeste de Sheratan (β Arietis) y al sureste de la Galaxia del Triángulo (M33). Es una de las estrellas brillantes —entendiendo como tales aquellas que no son enanas rojas o enanas blancas— más cercanas al sistema solar, ya que se encuentra a 24,4 años luz de distancia.
107 Piscium es una enana naranja de tipo espectral K1V más pequeña y tenue que el Sol, similar a Alfa Centauri B o 70 Ophiuchi A. Su masa es de 0,812 ± 0,064 masas solares y su radio equivale al 81 % del que tiene el Sol.
Con una temperatura efectiva de 5181 K, su luminosidad supone tan solo el 43 % de la de nuestra estrella. La relación entre los contenidos de hierro e hidrógeno corresponde al 93% de la existente en el Sol. 
No se ha detectado exceso en el infrarrojo ni a 24 μm ni a 70 μm, lo que en principio descarta la presencia de un disco de polvo a su alrededor.
Se piensa que puede ser una estrella variable y se le ha dado la denominación provisional, en cuanto a variable, de NSV 600.
Visualmente hay dos estrellas tenues (magnitudes +11,7 y +12,1) a 19 y 104 segundos de arco de 107 Piscium. La segunda es claramente una compañera óptica y la primera también puede serlo.
La zona habitable para esta estrella, definida como las ubicaciones donde el agua líquida podría estar presente en un planeta similar a la Tierra, se encuentra en un radio de 0.52-1.10 unidades astronómicas (UA) , donde 1 UA es la distancia promedio desde la Tierra al Sol. 